# Caius Burri
Caius Burri (* 22. August 1933 in Bern; † 13. März 2002) war ein in der Schweiz geborener Arzt für Unfallchirurgie, Direktor der Unfallchirurgischen Klinik des Universitätsklinikums Ulm und Kunstmäzen.

## Leben und Werk
Nach Studium und Promotion in Bern (1959) war Burri zunächst als Arzt und Oberarzt in verschiedenen Einrichtungen in der Schweiz tätig, bevor eine chirurgische Weiterbildung in Chur und Basel folgte, wo er sich 1970 habilitierte. Im gleichen Jahr erhielt er einen Ruf als Ärztlicher Direktor der Abteilung Unfallchirurgie, Hand-, plastische und Wiederherstellungschirurgie an die Universität Ulm. 1983 war er Präsident der DGU. Von 1990 bis zur Emeritierung 1998 leitete er die Abteilung Experimentelle Chirurgie der Universität Ulm.

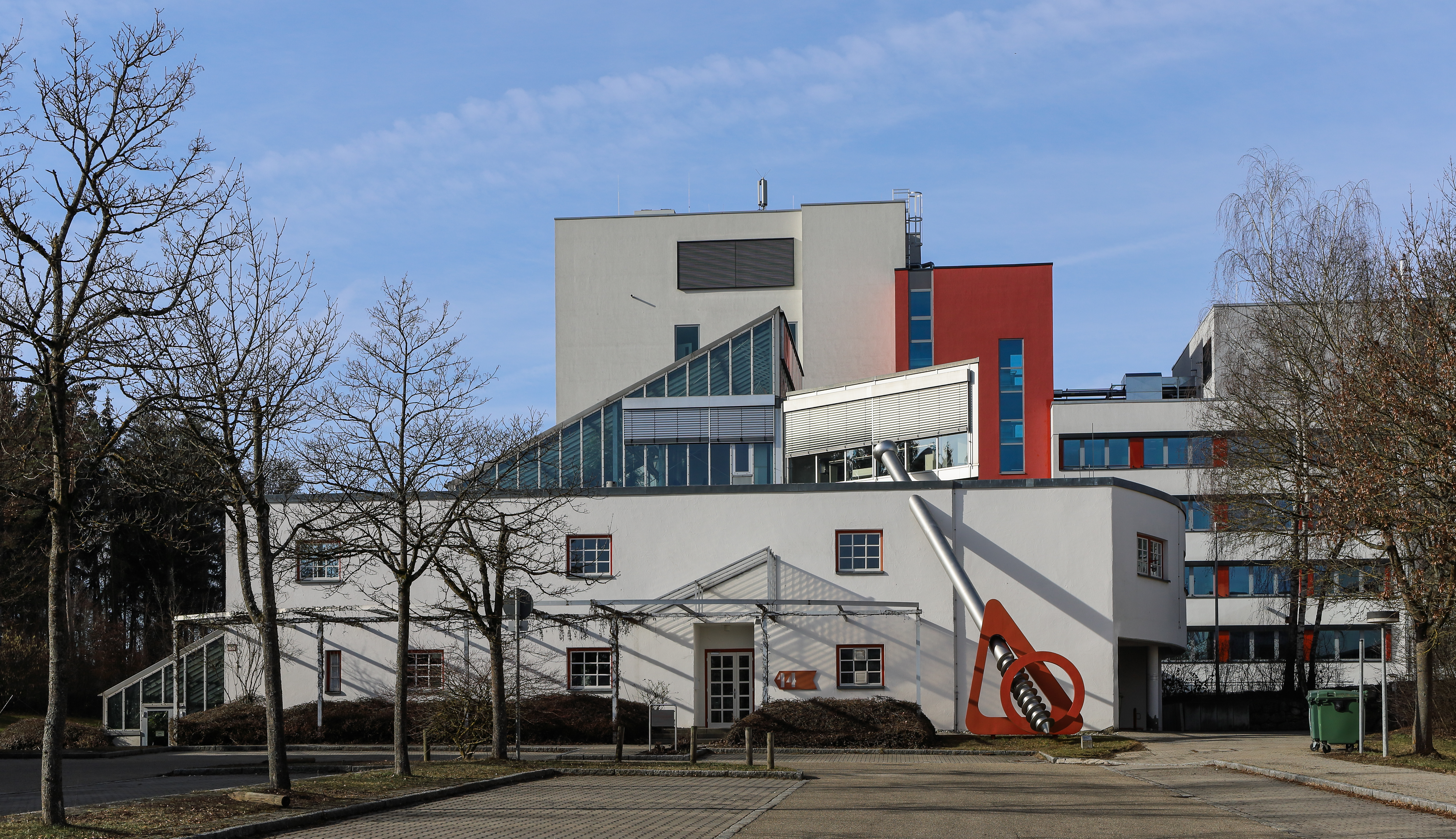
Gebäude des Instituts für Unfallchirurgische Forschung und Biomechanik der Universitätsklinik Ulm, mit integrierter Skulptur „The Screw“ von Bertram Bartl und Caius Burri

Fachlich konzentrierte sich Caius Burri insbesondere auf die Prothetik mit der Entwicklung von Implantaten für den Ersatz tumoröser Knochen. Mit Hilfe einer von Burri initiierten Stiftung konnte 1988/1989 in Ulm ein neues Gebäude für das von ihm gegründete Institut für Unfallchirurgische Forschung und Biomechanik bezogen werden. Selbst künstlerisch tätig, war er überdies über die von ihm 1987 mitbegründete Kunststiftung „pro arte“ wesentlich am Aufbau des Kunstpfades der Universität Ulm beteiligt.

## Veröffentlichungen (Auswahl)
- als Hrsg. mit Friedrich Wilhelm Ahnefeld, Hans Bergmann, Wolfgang Dick, Miklós Halmagyi und Erich Rügheimer: Der Risikopatient in der Anästhesie 2. Respiratorische Störungen (= Klinische Anästhesiologie und Intensivmedizin. Band 12). Springer, Berlin / Heidelberg / New York 1976.